# Schlossweiher (Lenggries)
Der Schlossweiher oder Hohenburger Weiher ist ein Gewässer in der Nähe des Schlosses Hohenburg bei Lenggries.
Er liegt eingebettet in einer Mulde zwischen dem bald westlich auslaufenden Bergrückens vom Geierstein her im Norden und dem Weinberg im Süden. Der Weiher ist ringsum bewaldet und hat keine nennenswerten Zuflüsse. Der Abfluss erfolgt nach Südosten zu einem weiteren Weiher wie auch nach Westen in Richtung Dorfbach über ein Kluftquelle.
Ab den 1930er Jahren speiste der westliche Schlossweiher-Ablauf zusammen mit zwei weiteren Bächen eine Zeitlang das damals neu eingerichtete Lenggrieser Freibad.